# 人民抵抗
人民抵抗是摩尔多瓦的一个共产主义组织。该组织成立于2003年，由摩尔多瓦共和国共产党人党的前成员和支持者创建，他们都对摩尔多瓦共和国共产党人党不断地偏离该党原有的路线、方针，转而参与构建资本主义体制不满。该组织的意识形态是共产主义、马克思列宁主义。该组织曾是共产党和工人党倡议的成员。